# Protarchus pallidicornis
Protarchus pallidicornis är en stekelart som först beskrevs av Walley 1938.  Protarchus pallidicornis ingår i släktet Protarchus och familjen brokparasitsteklar. Inga underarter finns listade i Catalogue of Life.